# 1906 no cinema

## Nascimentos
| Data           | Nome               | Profissão                      | Nacionalidade                | Observações | Ref |
| -------------- | ------------------ | ------------------------------ | ---------------------------- | ----------- | --- |
| 11 de janeiro  | Jesse Hibbs        | diretor de cinema e TV         | Estados Unidos               | m. 1985     |     |
| 5 de fevereiro | John Carradine     | actor                          | Estados Unidos               | m. 1988     |     |
| 6 de março     | Lou Costello       | actor e comediante             | Estados Unidos               | m. 1959     |     |
| 17 de março    | Brigitte Helm      | atriz                          | Alemanha                     | m. 1996     |     |
| 22 de abril    | Eddie Albert       | ator                           | Estados Unidos               | m. 2005     |     |
| 3 de maio      | Mary Astor         | atriz                          | Estados Unidos               | m. 1987     |     |
| 8 de maio      | Roberto Rossellini | diretor de cinema              | Itália                       | m. 1977     |     |
| 19 de maio     | Bruce Bennett      | ator                           | Estados Unidos               | m. 2007     |     |
| 3 de junho     | Josephine Baker    | atriz                          | Estados Unidos               | m. 1975     |     |
| 22 de junho    | Billy Wilder       | cineasta                       | Estados Unidos               | m. 2002     |     |
| 23 de junho    | Lima Barreto       | cineasta                       | Brasil                       | m. 1982     |     |
| 30 de junho    | Anthony Mann       | cineasta                       | Estados Unidos               | m. 1967     |     |
| 3 de julho     | George Sanders     | ator                           | Reino Unido                  | m. 1972     |     |
| 30 de julho    | John Huston        | ator e diretor cinematográfico | Estados Unidos               | m. 1987     |     |
| 16 de agosto   | Oscarito           | ator                           | Brasil                       | m. 1970     |     |
| 10 de setembro | Sadi Cabral        | ator                           | Brasil                       | m. 1986     |     |
| 15 de setembro | Jacques Becker     | cineasta                       | França                       | m. 1960     |     |
| 6 de outubro   | Janet Gaynor       | atriz                          | Estados Unidos               | m. 1984     |     |
| 2 de novembro  | Luchino Visconti   | cineasta                       | Itália                       | m. 1976     |     |
| 5 de dezembro  | Otto Preminger     | cineasta                       | Áustria / Estados Unidos     | m. 1986     |     |
| 30 de dezembro | Carol Reed         | cineasta                       | Estados Unidos / Reino Unido | m. 1976     |     |

## Mortes
| Data | Nome | Profissão | Nacionalidade | Observações | Ref |
| ---- | ---- | --------- | ------------- | ----------- | --- |